# Естляндське лицарство
Естляндське лицарство (також Естляндське дворянство) — військово-землевласницький стан, головним чином, з балтійських німців (складали лише відсотки в чисельності місцевого населення) на території сучасної північної Естонії (Естляндії).

## Історія
Формувалося, в значній частині, з нащадків лицарів Тевтонського (Німецького) ордену, вихідців з Священної Римської імперії, що воювали в XIII-XIV століттях на східному узбережжі Балтійського моря (нім. Ostsee з місцевими балтійськими і прибалтійсько-фінськими племенами.
На завойованих в Прибалтиці землях лицарством були засновані міста і фортеці і створена феодальна держава. Релігією лицарів був католицизм, а з XVI століття - лютеранство .
У 1561 року Північна Естонія перейшла у володіння Швеції (політично цей перехід трактувався шведським урядом як добровільний крок  ), було створено Естляндськой герцогство. Нова влада обіцяла зберегти колишні права місцевого дворянства. Після укладення мирного договору Швеції з Росією (1583) в Естляндії склалася двоїста адміністративна система - комбінація державної влади і дворянського самоврядування. Вищими органами Естляндського лицарства були раз в три роки загальні збори (ландтаг) і постійно діюча колегія ландратів (земських радників).
Колишні земельні володіння - Лівонського Ордена, єпископів, що залишилися без власників маєтку - щедро роздавалисяи шведською владою в приватну власність, в основному в руки німецьких баронів, в подяку за заслуги перед новою владою. Так забезпечувалося вплив лицарства Естляндії, як в економічному, так і в політичному житті. Спроби шведської королівської влади обмежити цей вплив викликали сильний опір місцевого лицарства, крім того, постійно воюючи центральна влада потребувала підтримки на місцях. Думка лицарства враховувалася при облаштуванні місцевого життя.
За Ништадського миру ( 1721 ) Естляндія увійшла до складу Російської імперії. Німецьке дворянство зберегло своє привілейоване становище на місцях, і до середини ХІХ століття, опанувавши російську мову, стало грати роль вельми успішного посередника між російською імперською верхівкою (самою певною мірою германізуваною) і місцевою безземельною селянською масою естонців. Більш того, балтійські німці успішно просувалися кар'єрними сходами в Російській імперії і за межами її балтійського регіону.
У 1798 році, після указу, який заборонив відправку за кордон молодих людей для занять наукою, почалися підготовчі заходи з відкриття університету для навчання остзейського юнацтва всередині країни. За участю Естляндського лицарства для відкриття університету було обрано Мітава, але смерть імператора Павла I перешкодила виконанню плану, а імператор Олександр I велів заснувати університет, згідно попереднього плану, в Дерпті, «через положення оного в осередді трьох губерній: Ризькій, Ревельській і Курляндської».
З розпадом Російської імперії остзейські дворяни спробували збройним шляхом утримати владу на території Естляндії, очоливши місцеві пронімецькі військові формування в Естонії (Прибалтійський ландесвер), і створити Балтійське герцогство , монархом якого буде прусський король. Зазнавши поразки в Естонській визвольній війні, в якій проти них воювали збройні сили Естонії, багато прибалтійських німців репатріювалися в Німеччину .